# Bienvenido Hermano Andes
Bienvenido Hermano Andes fue una telenovela chilena emitida por Canal 13 en 1982. Original de Carlos Lozano Dana y dirigida por Ricardo de la Fuente, fue protagonizada por Gonzalo Robles y Ana María Palma.
Fue la primera teleserie chilena exhibida en el horario de la tarde, a las 15:00 horas.

## Trama
Esta es la historia de Andes Villarroel, un joven que a los 22 años se fue del país y que regresa a su hogar después de permanecer por 10 años en Nueva York. Al irse, dejó a sus padres jóvenes, a su única hermana casada y con un niño, y también dejó a su novia de siempre con la promesa de volver pronto.
Los años pasaron y Andes Villarroel luchó férreamente en la gran ciudad del norte y ya parece un neoyorquino más. Han pasado 10 años, tiene 32, no se ha casado, arrienda un departamento cerca de Central Park, es atractivo, elegante y tiene un aire mundano e incluso ligeramente sofisticado. Poco queda en él del muchacho que un día dejó tímidamente Santiago.
Por razones de trabajo, por obligaciones, y por falta de tiempo, Andes nunca había viajado a Chile en esos 10 años. Su padre murió súbitamente de un ataque al corazón, y cuando le avisaron, ya estaba enterrado. Su cuñado abandonó a su hermana, que tuvo que educar sola a su hijo. La madre (Doña Carmen) y la hermana (Mercedes) viven en la vieja casa del viejo barrio, donde él creció.
La madre y su hermana son dos mujeres solas, con poco dinero, que miran nostálgicas las fotos que Andes les manda en esas cartas que ellas leen y releen día tras día.
La teleserie comienza cuando Andes Villarroel, para reponerse de una enfermedad que lo tuvo debilitado en Nueva York, logra obtener una licencia en la agencia de Nueva York y decide pasar esos meses con su familia. El eje de la historia es el reencuentro.
Los Villarroel son una familia de aristócratas. Un joven miembro de esta elegante familia, Francisco Villarroel, hace cuarenta y tantos años, terminó con su bellísima novia (Juliette D’Anvers), educada en Francia, por haberse enamorado de una camarera de Puerto Montt durante un verano en el sur.
Francisco Villarroel se casó con Carmen Ferrandiz, de humilde condición, y al hacerlo se le cerraron las puertas de la ilustre casa paterna. Sus padres y sus hermanos jamás recibieron a Carmen, y Francisco, orgulloso, se empleó en un periódico y vivió modestamente alquilando una casa de barrio, sin lujo alguno.
Los señores Villarroel murieron, y quedaron en la ilustre casona del mejor sector de Santiago los tres hermanos (Miguel Ángel, Yolanda y Teresa). Pero Francisco nunca volvió a tratarse con sus hermanos, y Mercedes y Andes crecieron sin conocer a sus tíos ni a ningún miembro de la familia.
Con estos personajes tendrá que enfrentarse Andes al regresar a Chile. Su mundo, adquirido en el extranjero, lo llevará a visitar a sus tíos y frecuentar a sus primos. Esto provoca el dolor de la madre y el enojo de las hermanas que guardan rencor por los desaires de toda una vida marginada.
Andes también se reencuentra con Stella, su novia de la adolescencia, y con Hugo, su amigo de siempre, ahora mecánico progresista, que pretende comprar con su oro flamante la dulzura y la pureza de Stella.
Además tendrá un affaire con Myriam Sinclair, espléndida aristócrata, niña de sociedad, y conocerá a Eleonora Vincens, la famosa novelista, que de pronto se enamora de un campeón de Fórmula 1.

## Elenco
- Gonzalo Robles como Andes Villarroel.
- Ana María Palma como Stella Cáceres.
- Gabriela Medina como Carmen Ferrandiz de Villarroel.
- Amelia Requena como Mercedes Villarroel.
- Ana María Martínez como Myriam Sinclair.
- Aníbal Reyna como Miguel Ángel Villarroel.
- Claudia Paz como Teresa Villarroel.
- Ana Reeves como Yolanda Villarroel.
- Maricarmen Arrigorriaga como Cecilia Villarroel.
- Marcela Medel como Catalina Villarroel.
- Claudio Arredondo como Patricio Villarroel.
- John Knuckey como Hugo Sosa.
- Jorge Yáñez como Valentín Moreno.
- María Cánepa como Juliette D'Anvers.
- Peggy Cordero como Eleonora Vincens.
- Jaime Azócar como Sebastián Miranda.
- Mané Nett como Viviana Trejo.
- Rolando Valenzuela como Juan Gomiz.
- Eduardo Barril como Dr. Walter Kahn.
- Samuel Villarroel como Agustín Gomiz.
- Agustín Moya como Tony Ríos.
- Eduardo Baldani como Arturo Sinclair.
- James Phillips como Pablo Sinclair.
- Cecilia Hidalgo como Cristina Moreno.
- Patricio Strahovsky como Benjamín Trejo.
- Maité Fernández como Fanny Cáceres.
- Ana María Ramos como Ruth Cevallos.
- Brana Vantman como Adriana Brandani.
- Mireya Veliz como Francisca.
- Rodrigo Bastidas como Jorge.
- Rosa Ramírez como Graciela.
- Jorge Gajardo como Óscar.
- Olga Cortés como María.
- Franklin Mahan como Dardo.
- Alicia Quiroga como Nelly Sinclair.
- Louise Clem como Madame Chantal.
- Ricardo Lazo como Rubén Brandani.
- Atalibar Matamala como Esteban.
- Pedro Gaete como Tito.
- Miriam Pérez como Julia.
- Teresa Berríos como Empleada.